# NGC 6248
NGC 6248 (również PGC 58946 lub UGC 10564) – galaktyka spiralna z poprzeczką (SBcd), znajdująca się w gwiazdozbiorze Smoka. Odkrył ją Lewis A. Swift 11 sierpnia 1885 roku.